# Herb powiatu zduńskowolskiego
Herb powiatu zduńskowolskiego – jeden z symboli powiatu zduńskowolskiego, ustanowiony 24 listopada 2000.

## Wygląd i symbolika
Herb przedstawia na tarczy w polu błękitnym postać świętego Maksymiliana Marii Kolbego w czarnym habicie z trójkątem obozowym, przepasanym srebrnym sznurem, z przywiązanym różańcem tejże barwy. Święty trzyma w prawej ręce koronę srebrną, a w lewej koronę czerwoną. 